# DJs from Mars
I DJs from Mars sono un duo musicale italiano specializzato in mash-up.

## Storia del gruppo
Composti da Luca Ventafunk e Max Aqualuce, i DJs from Mars nacquero nel 2003 nella Bliss Corporation di Torino. Sin dall'inizio della loro carriera, si sono focalizzati sui mash-up. Stando alle loro parole, «i remix ufficiali non sono abbastanza coinvolgenti, quindi unendo una o più tracce pop con basi electro si ha un ottimo risultato da suonare nei club.»
Dopo aver pubblicato le loro tracce su YouTube, iniziarono a prendere parte a numerosi eventi musicali in tutto il mondo, tra cui Austria, Germania, Belgio, Paesi Bassi, Australia, Emirati Arabi Uniti, Arabia Saudita, Vietnam, Cina e Giappone. Loro sono remix per David Guetta, Pitbull, Bimbo Jones, Sean Paul, Yves Larock, Sophie Ellis-Bextor, Fragma, Ciara, Cascada, Coolio e Ennio Morricone. Nel corso dei loro concerti, suonano con il volto coperto da delle scatole di cartone per sottolineare il fatto che, a loro dire, la figura del disc jockey è anonima durante le serate dance.
Nel 2013 vennero inseriti nella "Top 100" dei migliori disc jockey stilata da DJ Magazine. Nel 2015 i DJs from Mars comparvero in uno spot pubblicitario della Gillette. Iniziarono a comporre musica originale a partire dal 2016, quando uscì una loro traccia per la Panda Funk di Deorro.

## Formazione
- Luca Ventafunk – produzione
- Max Aqualuce – produzione

## Discografia

### Album in studio
- 2010 – Alien Nation vol.1
- 2010 – Bootfellas
- 2011 – Alien Nation vol.2
- 2011 – Bootfellas vol.2
- 2013 – Bootzilla
- 2014 – Bootzilla: Vol. 2
- 2015 – Bootzilla: Vol. 3
- 2018 – Bootzilla: Vol. 4
- 2022 – Bootzilla: Vol. 5